# Max Delbrück (kemiker)
 Der er flere personer med dette navn, se Max Delbrück.
Max Emil Julius Delbrück (født 16. juni 1850 i Bergen på Rügen, død 4. maj 1919 i Berlin) var en tysk agrikulturkemiker. Han var bror til Hans og Ernst Delbrück samt farbror til nobelprismodtageren Max Delbrück.
Delbrück, der blev dr. phil. 1872, var assistent ved Berliner Gewerbeakademie 1872-1873 og ved forsøgsanstalten i Halle 1873-1874. Han fik 1874 af Verein der Spiritusfabrikanten i opdrag at organisere deres forsøgsanstalt i Berlin, som under hans ledelse udfoldedes til den i forbindelse med landbrugshøjskolen sammesteds stående store forsknings- og læreanstalt Institut fur Gährungsgewerbe.
Delbrück blev 1881 lærer og 1882 professor ved nævnte højskole og var 1898-1899 dens rektor. Han indtog en ledende stilling indenfor forskningen på gæringsvidenskabens område og havde stor indflydelse på gæringsteknikkens udfoldelse. Han udarbejdede under krigsafspærringen en metode for massefremstilling af gærsvamp til udfodringsformål og medvirkede også ved kartoffeltørrelsesindustriens udfoldelse. Han var medlem af Lantbruksakademien siden 1909.
Blandt hans skrifter mærkes: Handbuch der Spiritusfabrikation (sammen med Max Maercker; 9. udgave 1908), Hefe, Gärung und Fäulnis (sammen med Adam Schrohe; 1904), System der natürlichen Hefereinzucht (sammen med Franz Schoenfeld; 1895). Delbrück redigerede "Zeitschrift für Spiritusindustrie".